# Lautenbach (França)
Lautenbach é uma comuna francesa do departamento do Alto Reno, na região administrativa de Grande Leste.